# Hospicjum Onkologiczne Świętego Krzysztofa
Fundacja Hospicjum Onkologiczne Świętego Krzysztofa w Warszawie – fundacja utworzona w 1990 roku w Warszawie.
Siedziba fundacji i hospicjum mieści się przy ul. rtm. W. Pileckiego 105.

## Opis
Fundacja zajmuje się opieką nad osobami chorymi na nowotwory, wymagającymi hospitalizacji ze względów medycznych bądź socjalnych, udziela pomocy rodzinom w sprawowaniu opieki nad chorymi na choroby nowotworowe pozostającymi w domach oraz szkoleniami lekarzy w zakresie leczenia paliatywnego i personelu medycznego w zakresie opieki nad chorymi na choroby nowotworowe. Ponadto szkoli wolontariuszy do pomocy w opiece nad chorymi przebywającymi w hospicjum i w domach.
W 1996 roku zakończyła się trzyletnia budowa budynku hospicjum stacjonarnego na warszawskim Ursynowie. Rocznie znajduje w nim pomoc ok. 3300 osób.
W budynku hospicjum znajdują się m.in. zachowane kolumny z mozaikami ze zburzonego kina „Skarpa” oraz kaplica św. Krzysztofa.